# Węgorzyno
Węgorzyno (germană Wangerin) este un oraș în Polonia.